# Eucyclops australiensis
Eucyclops australiensis – gatunek widłonoga z rodziny Cyclopidae. Nazwa naukowa gatunku została po raz pierwszy opublikowana w 1990 roku przez australijskiego biologa Davida W. Mortona.